# IGP Toscano menzione Montalbano
IGP Toscano menzione geografica aggiuntiva Montalbano è un tipo di olio extravergine di oliva toscano ad indicazione geografica protetta le cui fasi di produzione delle olive e frangitura devono avvenire nell'ambito di una porzione del territorio del Montalbano tra le province di Firenze e di Pistoia e da una serie di varietà di olive specificate nel disciplinare di produzione.
Un olio extravergine di oliva può fregiarsi della denominazione "Menzione Montalbano" soltanto con la rispondenza ai requisiti chimico-organolettrici previsti dall'apposito disciplinare.

## Le cultivar
La menzione geografica aggiuntiva “Montalbano” è riservata all'olio extravergine di oliva “Toscano” che viene ottenuto dalle seguenti varietà presenti, da sole - o congiuntamente, negli oliveti fino al 100%: Leccino, Moraiolo, Frantoio, Pendolino, Rossellino, Piangente e loro sinonimi. 

## Il territorio

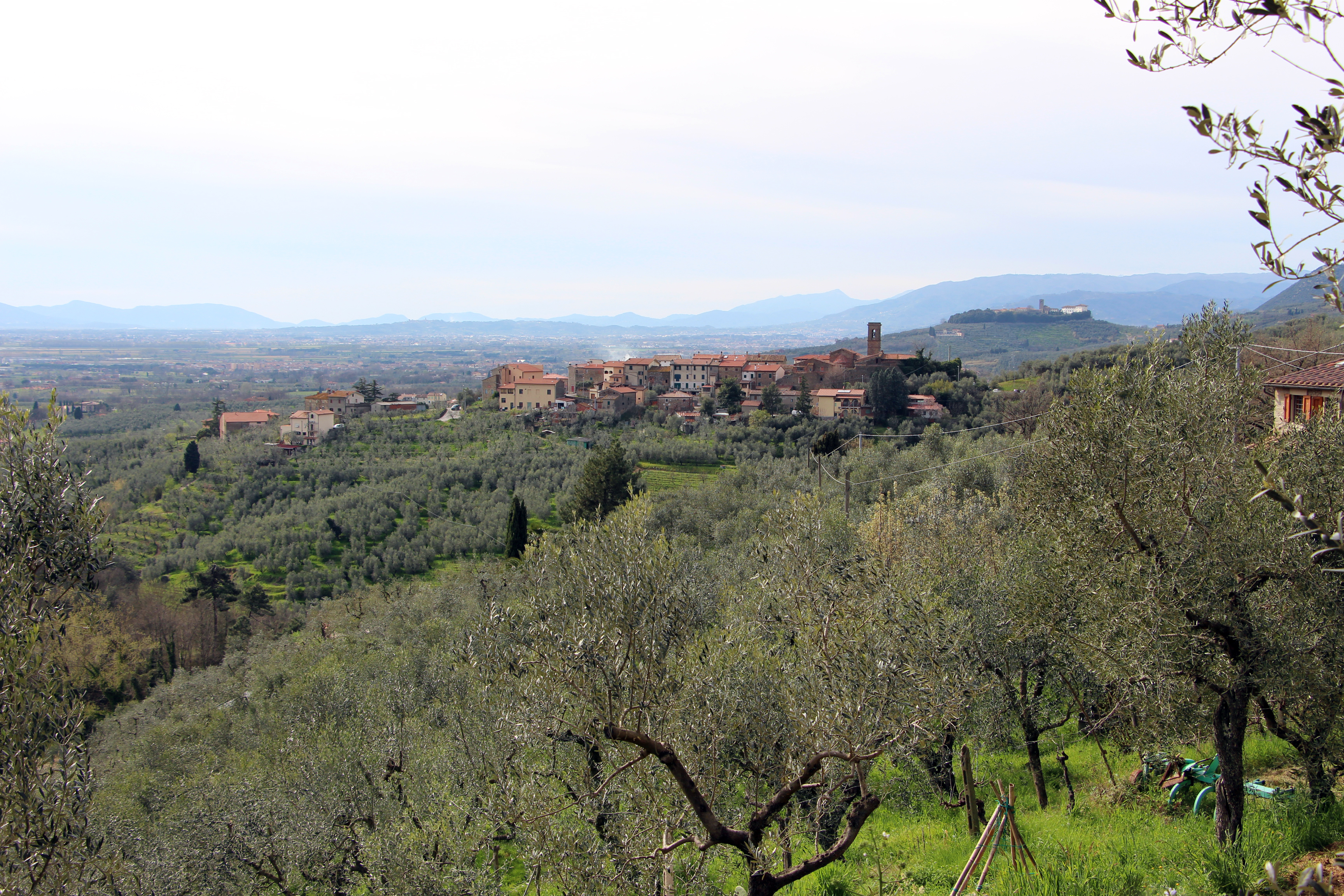
Oliveti del Montalbano, nel comune di Larciano

La zona di produzione delle olive destinate alla produzione dell'olio extravergine di oliva a indicazione geografica protetta “Toscano di Montalbano” comprende, nell'ambito del territorio amministrativo della provincia di Pistoia e Firenze, in tutto o in parte i territori olivati ricadenti nei confini amministrativi dei comuni di: Capraia e Limite, Carmignano, Cerreto Guidi, Fucecchio, Lamporecchio, Larciano, Monsummano Terme, Poggio a Caiano, Pistoia, Quarrata, Serravalle Pistoiese, Vinci.
Nello specifico tale zona è così delimitata: Da una linea che partendo da un punto a nord sul torrente Stella, in località Stazione di Masotti del Comune di Serravalle Pistoiese, prosegue in direzione sud-est fino alla confluenza del torrente Ombrone in località Poggetto, nel comune di Poggio a Caiano; segue quindi lo stesso torrente Ombrone fino alla sua confluenza nel fiume Arno. La linea prosegue in direzione ovest lungo il fiume Arno dalla Stazione ferroviaria di Carmignano fino alla località San Pierino nel comune di Fucecchio; quindi prosegue in direzione nord lungo la strada comunale per Massarella fino al Canale Maestro in località Ponte del Burelle, quindi prosegue sempre in direzione nord lungo lo stesso Canale Maestro fino alla confluenza in esso del fiume Nievole in località Porto dell'Uggia. Da qui prosegue ancora verso nord lungo lo stesso fiume Nievole fino alla località di Ponte di Serravalle. Quindi continua in direzione nord-est lungo la strada statale N. 435 fino a congiungersi in località Masotti con il torrente Stella, punto dal quale la delimitazione ha avuto inizio.